# Three-Islands-Group-Nationalpark
Der Three-Islands-Group-Nationalpark (engl.: Three Islands Group National Park) ist ein Nationalpark im Nordosten des australischen Bundesstaates Queensland. Er liegt 1.581 Kilometer nördlich von Brisbane und 60 Kilometer nordöstlich von Cooktown.
In der Nachbarschaft liegen die Nationalparks Endeavour River, Mount Webb, Starcke und Lizard-Island.

## Landesnatur
Die drei Inseln sind Teil des Weltnaturerbes Great Barrier Reef. Dichter, grüner Regenwald bedeckt sie. Sandstrände säumen die auf dem Festlandssockel liegenden Inseln, die von Korallenriffen umgeben sind.

## Tourismus
Das Zelten im Nationalpark ist gestattet, aber es gibt keine besonderen Einrichtungen. Etliche See- und Strandvögel sind zu beobachten.